# Bioparc Valencia

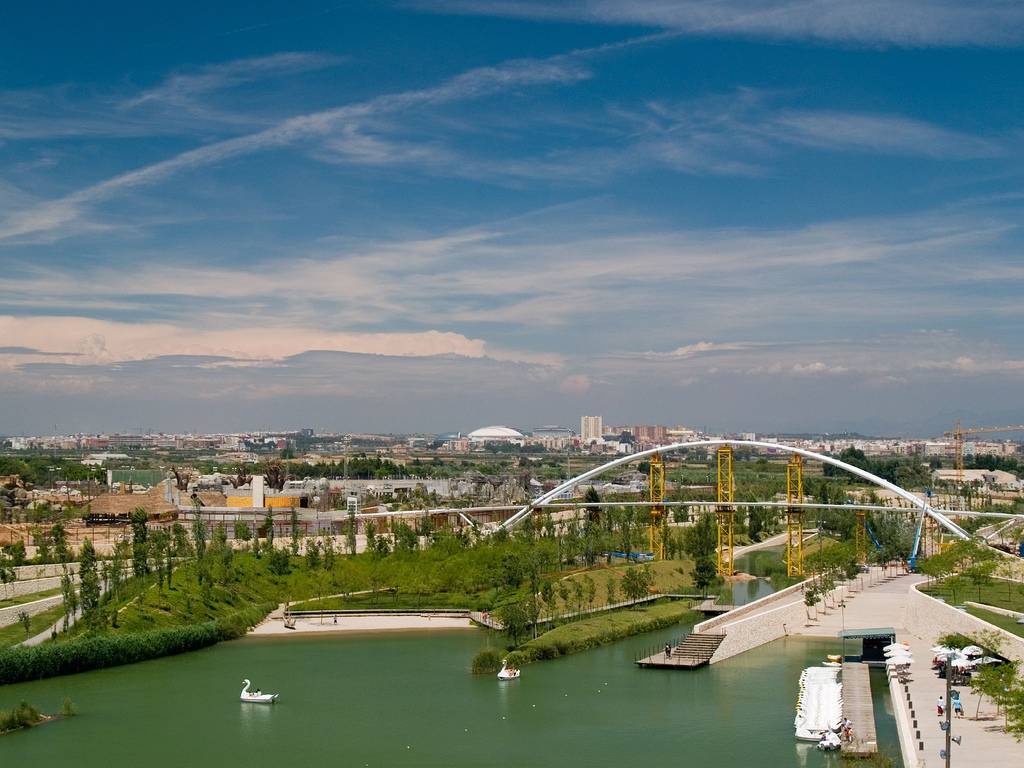
Bioparc – Parque de la Cabecera

Der Bioparc ist ein Zoo in Valencia, Spanien. Er befindet sich im nördlichen Teil der Stadt beim Parque de la Cabecera am Rande des trockengelegten Flussbetts des Turia. Der Zoo wurde am 27. Februar 2008 eröffnet und ersetzte den alten Zoo de Viveros de Valencia.
Das Zoo-Areal hat eine Gesamtfläche von rund 10 Hektar und beherbergt ca. 4000 Tiere und 250 verschiedene Arten vorwiegend aus Afrika. Die Anlage wurde als interaktiver Zoo (Immersion) gestaltet, sodass der Besucher Teil des Zoos und der Heimat der Tiere ist. Verschiedene afrikanische Zonen, wie z. B. die Feucht- und Trockensavanne, zentralafrikanische Wälder oder die Insel Madagaskar wurden mit naturgetreuer Vegetation (z. B. Affenbrotbäumen) nachgestellt. In enger Zusammenarbeit mit der EAZA wird an der Erhaltung von gefährdeten Tierarten gearbeitet (z. B. Europäisches Erhaltungszuchtprogramm). Am 14. Januar 2013 wurde im Bioparc das erste Erdferkel Spaniens geboren.